# D-bran

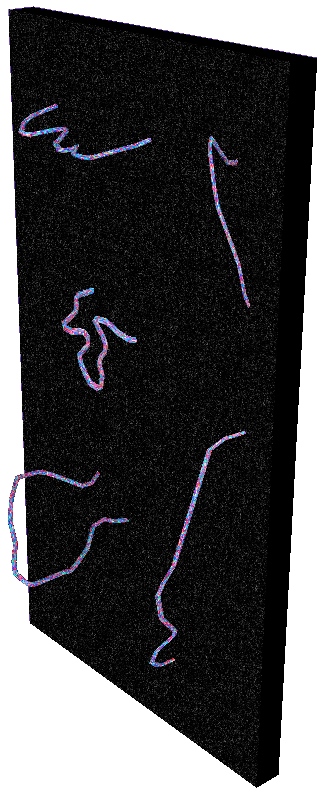
Ett D3-bran med fem strängar

D-bran är en term som används inom strängteori. Ett D-bran är ett membran som har öppna strängar stationerade på det. D-brans existens är en förutsättning för att öppna strängar ska existera i supersträngteorierna av typ II. Spänningen i D-branet fås av TDp = 2πms2/gs (ms är strängmassan och gs är kopplingskonstanten för teorin). 
Att spänningen är beroende av kopplingskonstanten är ett typiskt drag för ett D-bran.
När de öppna strängarna är fästa på D-branet kan de förflytta sig fritt längs branets dimensioner, men inte lämna det. I det fall det skulle finnas flera parallella D-bran kan strängarna ha dess vardera två ändar fästa på två olika D-bran. Avståndet mellan dessa D-bran är då kopplat till strängens längd. 
D-bran har inte obegränsat antal dimensioner, utan är beroende av vilken av de fem supersträngteorierna D-branet verkar i. I teori typ I kan D-branet ha 1, 3 eller 9 dimensioner, i teori typ IIA 0, 2, 4, 6 eller 8 dimensioner medan det i teori typ IIB kan ha -1, 1, 3, 5 eller 7 dimensioner (tidsdimensionen ej medräknad).

## Referenser

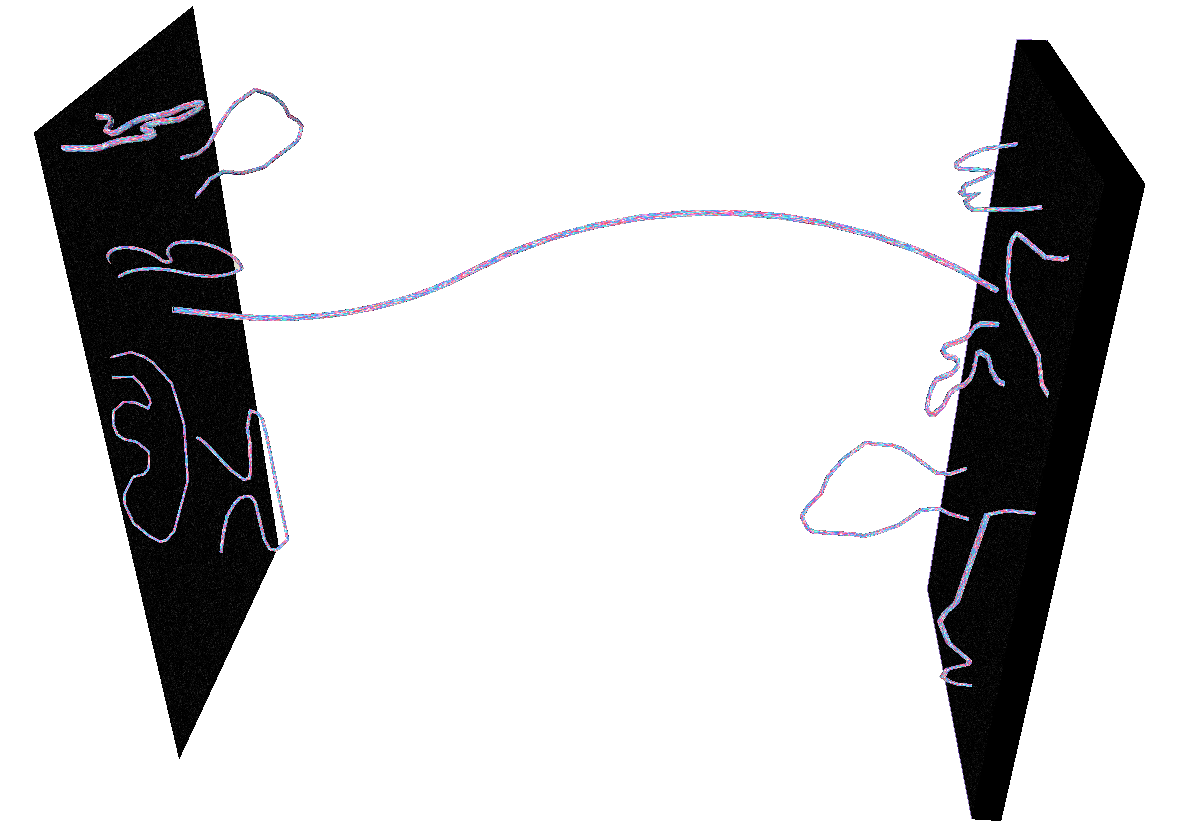
Två D-bran länkade med en öppen sträng